# Octave Bernard (dramaturge)
Pour les articles homonymes, voir Octave Bernard et Bernard (patronyme).
Marie Armand Adolphe Octave Bernard (1869-1953) est un dramaturge et un marchand d'estampes français.

## Biographie
Né le 5 avril 1869 à Haguenau, Octave Bernard est le fils de Clara Pauline Lélia Cornelia Riegert et de François Adolphe Bernard, agent-voyer, qui conservent la nationalité française après la guerre de 1870 et s'installent à Paris en 1889.
À la fin de son service militaire (1890-1893), en poste à Saint-Étienne, Octave Bernard présente sa première œuvre scénique, Amour et Gendarmerie, au Grand-Théâtre, le 28 janvier 1893 ; la pièce en un acte est reprise à Paris le 5 mai 1894 au théâtre des Batignolles.
Libéré, il passe au service de la Maison Goupil où il est nommé chef de service. Il entre ensuite à la galerie Georges Petit, où il gère le service d'édition des estampes. En 1904, il fait partie, avec Jean-François Raffaëlli, des fondateurs de la Société de la gravure originale en couleurs, laquelle lance un salon annuel chez Petit.
Bernard poursuit sa carrière de dramaturge en écrivant aux côtés de Victor Gresset (1834-1903) qui dirige un journal littéraire, L'Écho des jeunes, quelques comédies et autres vaudevilles. Durant toute sa vie, il écrira pour le théâtre, seul ou en société.
Il est mobilisé au début de la Première Guerre mondiale, jusqu'en 1917.

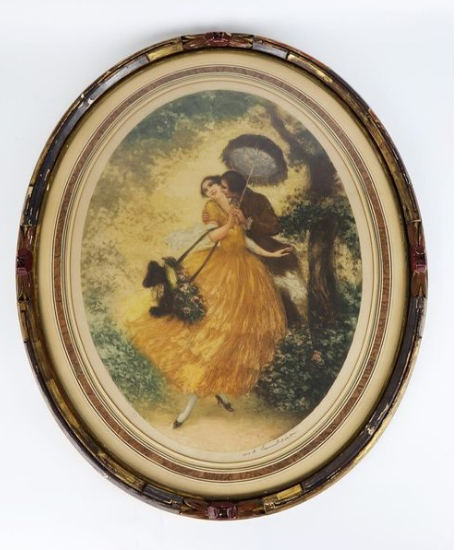
Exemple d'estampe vendue par Bernard, signée Albert-Antoine Lambert (1922).

En 1918, il fonde au 14 rue de Richelieu la Société de l'Estampe moderne, qui a pour but de produire des eaux-fortes originales en couleurs destinées aux collectionneurs et aux ouvrages de bibliophilie, en un local qui sert aussi de galerie d'exposition. Cette structure semble avoir un lien avec l'Association de l'estampe moderne fondée quelques années plus tôt par Georges Petit et dont Bernard s'occupait. L'un des premiers membres actifs est l'artiste Charles-Louis Houdard ; on trouve aussi au catalogue Auguste Brouet, Antoine Calbet, Arsène Chabanian, Frantz Charlet, Henri Jourdain, Albert-Antoine Lambert, Gaston de Latenay, Lobel-Riche, Ferdinand Luigini (qui fut président), Jean-François Raffaëlli, Manuel Robbe (sous le nom de Lafitte), Lev Tchistovsky, Pierre Vignal, entre autres,. Le tirage par estampe est de 350 exemplaires. En 1923, il est l'éditeur du seizième tome de la somme éditée par Loÿs Delteil, Le Peintre-graveur illustré. Bernard montre ses productions à l'exposition internationale des Arts décoratifs et industriels modernes à Paris en 1925. Le 22 mai 1926, en récompense, il est nommé chevalier de la Légion d'honneur par le ministère du Commerce.
D’avril à juin 1931, la revue mensuelle Lecture pour tous publie en trois livraisons Le Mystère du Hansom Cab, pièce policière en 5 actes qu’il a adaptée de l'œuvre homonyme de Fergus Hume.
Le 7 février 1953, il est nommé officier de la Légion d'honneur par le ministère de l'Industrie et de l'Énergie : Bernard est à cette époque vice-président de la chambre syndicale des marchands d'estampes.
À la fin de sa vie, il habite au 6 de la rue Étienne-Jodelle dans le 18e arrondissement de Paris. Il y meurt le 26 août 1953.

## Écrits pour le théâtre
- Amour et Gendarmerie, comédie en 1 acte, 1894
- Souffleur par amour, vaudeville-opérette en 1 acte, 1897
- La Corde du pendu, comédie-bouffe en 1 acte, 1907
- Un malade par procuration, comédie-bouffe en 1 acte, 1908
- Quand l'amour voyage, comédie-bouffe en 1 acte, 1910
- Le Chanteur des rues, drame populaire en deux parties, cinq actes et huit tableaux, 1912